# گل‌دندان (سرده)
گل‌دندان، چشمکی (نام علمی: Odontites) نام یک سرده از تیره گل جالیزان است.